# Aloeides caledoni
Aloeides caledoni är en fjärilsart som beskrevs av Tite och Dickson 1973. Aloeides caledoni ingår i släktet Aloeides och familjen juvelvingar. IUCN kategoriserar arten globalt som sårbar. Inga underarter finns listade i Catalogue of Life.